# Thomas Buffel
Thomas Buffel (Brugge, 19 februari 1981) is een Belgisch voetbaltrainer en voormalig voetballer. Hij kon als middenvelder vanaf rechts en links opereren en kon als aanvallende middenvelder of schaduwspits spelen. 
Buffel was profvoetballer van 1999 tot 2019. Hij was jarenlang sterkhouder en kapitein bij KRC Genk en was een belangrijke pion bij Feyenoord, waar hij zijn eerste profcontract tekende. Hij sloot zijn carrière af bij SV Zulte Waregem. Buffel haalde 35 interlands voor de Rode Duivels.

## Spelerscarrière

### Jeugd
Thomas Buffel groeide op in Ruddervoorde en leerde er op jonge leeftijd voetballen bij het bescheiden Daring Ruddervoorde. Reeds als kind toonde hij zich een uitstekende voetballer. Antoine Vanhove, toenmalig manager van Club Brugge en de oom van Buffels moeder, wilde hem naar blauw-zwart halen, maar na overleg met zijn ouders koos de jonge aanvaller voor concurrent Cercle Brugge. Daar werd hij al gauw vergeleken met topvoetballer Paul Van Himst. Op 16-jarige leeftijd ruilde hij de vereniging in voor Feyenoord. Hij verhuisde naar Rotterdam, waar hij werd ondergebracht in een pleeggezin. Bij de A-junioren van Feyenoord werd hij op een gegeven moment zelfs verkozen tot beste speler.

### Excelsior
Aanvankelijk kwam de frêle aanvaller niet aan spelen toe bij Feyenoord, dat hem in 2000 uitleende aan de buren van Excelsior. Bij de club die toen in de eerste divisie vertoefde, brak Buffel meteen door. Door zijn uitstekende techniek en neus voor doelpunten werd hij in geen tijd een belangrijke pion bij Excelsior. In zowel 2001 als 2002 werd Excelsior vicekampioen. Buffel zelf werd twee jaar op rij verkozen tot beste speler van de eerste divisie.

### Feyenoord
In 2002 keerde Buffel terug naar de De Kuip. Hij werd er gezien als de opvolger van de naar AC Milan vertrokken Jon Dahl Tomasson. In de zomer mocht hij in de UEFA Super Cup tegen Real Madrid invallen voor Christian Gyan. Buffel brak in zijn eerste seizoen bij Feyenoord meteen door. De Belgische revelatie in de eredivisie speelde zich onder trainer Bert van Marwijk regelmatig in de kijker en wist zijn eerste seizoen af te sluiten met 18 competitiedoelpunten.
In de zomer van 2004 nam Ruud Gullit de leiding over. De nieuwe coach plaatste Buffel regelmatig op de bank en gaf in de spits de voorkeur aan Salomon Kalou. Onder Gullit werd de toekomst van Buffel onzeker. De aanvaller weigerde zijn contract te verlengen en werd door het bestuur in de etalage geplaatst.

### Glasgow Rangers
In januari 2005 nam het Schotse Glasgow Rangers hem voor £2,3 miljoen over van de Rotterdammers. Eerder had ook Tottenham Hotspur interesse getoond. Buffel tekende een contract voor 4,5 jaar bij de Rangers en maakte in een bekerduel tegen Celtic zijn debuut voor de Schotse club. In zijn eerste seizoen veroverde de inmiddels 24-jarige Belg de Schotse landstitel en League Cup.
In januari 2007 kon Buffel rekenen op de interesse van Hannover 96. Van trainer Walter Smith mocht hij vertrekken, maar hij kwam niet tot een persoonlijk akkoord met de Duitse club en bleef uiteindelijk in Glasgow. Door een zware knieblessure kwam hij er de rest van het seizoen niet meer aan spelen toe.
Buffel kreeg van de Rangers te horen dat hij mocht vertrekken en werd in 2008 aan tal van Belgische clubs gelinkt. Club Brugge, Standard Luik en Germinal Beerschot werden in eerste instantie het vaakst genoemd in de pers, later meldde ook Cercle Brugge zich.

### Cercle Brugge
Op 1 juli 2008 tekende Buffel een contract voor twee seizoenen bij het Cercle Brugge van trainer Glen De Boeck. Een succesverhaal werd het niet. Het boterde niet tussen De Boeck en Buffel, die vaak tegen zijn zin op de flank geposteerd werd en zag hoe Stijn De Smet de voorkeur droeg van zijn trainer.

### KRC Genk
In 2009 werd Buffel betrokken bij een grote transferruil tussen Cercle Brugge en KRC Genk. De 28-jarige Buffel tekende bij Genk en zag hoe Jelle Vossen (op huurbasis) en Hans Cornelis de omgekeerde beweging maakten. Zijn eerste seizoen bij Genk was wisselvallig. De club ontsloeg trainer Hein Vanhaezebrouck en eindigde het seizoen onder coach Frank Vercauteren in de middenmoot. Via play-off II wist Genk alsnog een Europees ticket te veroveren. Een seizoen later behaalden Buffel en Genk een hoger niveau. De Limburgers veroverden de landstitel en plaatsen zich enkele maanden later voor de UEFA Champions League. In het seizoen 2012/13 vormde Buffel samen met Jelle Vossen en Benjamin De Ceulaer een succesvol aanvalstrio bij Genk. Buffel begon in het seizoen 2014-2015 als aanvoerder van KRC Genk.
Eind mei 2018 geraakte al bekend dat Buffel na negen jaar KRC Genk zou verlaten. Buffel groeide bij de Limburgers uit tot een van de smaakmakers en pakte in 2011 de titel onder Frank Vercauteren. In totaal speelde Buffel 388 wedstrijden voor de club en scoorde hij 59 keer. In 2013 veroverde hij met Genk ook nog de Beker van België.

### Zulte Waregem
Omdat KRC Genk zijn aflopende contract na seizoen 2017/2018 besloot Buffel de club te verlaten. In juni 2018 werd bekend dat hij een contract had getekend bij SV Zulte Waregem voor komend seizoen.

## Privéleven
Op 6 juni 2016 trouwde hij met Stephanie De Buysser. Zij kregen in 2013 een tweeling. Op 26 januari 2017 overleed Stephanie na een strijd van drie jaar tegen darmkanker. Sinds 2018 is hij samen met Annabel Vandebroek waarmee hij ook twee kinderen heeft.

## Interlandcarrière
Thomas Buffel speelde 35 interlands voor de Rode Duivels, daarin kon hij zes keer scoren. Hij maakte zijn debuut in 2002 onder bondscoach Aimé Antheunis die van hem een belangrijke pion maakte in de aanvalsdriehoek Buffel - Sonck - Mpenza. Buffel wist zich met de nationale ploeg echter nooit te plaatsen voor een groot toernooi.

## Interlands
| Interlands van Thomas Buffel voor België | Interlands van Thomas Buffel voor België | Interlands van Thomas Buffel voor België | Interlands van Thomas Buffel voor België | Interlands van Thomas Buffel voor België | Interlands van Thomas Buffel voor België |
| No.                                      | Datum                                    | Wedstrijd                                | Uitslag                                  | Soort Wedstrijd                          | Doelpunten                               |
| Als speler bij Feyenoord                 | Als speler bij Feyenoord                 | Als speler bij Feyenoord                 | Als speler bij Feyenoord                 | Als speler bij Feyenoord                 | Als speler bij Feyenoord                 |
| ---------------------------------------- | ---------------------------------------- | ---------------------------------------- | ---------------------------------------- | ---------------------------------------- | ---------------------------------------- |
| 1.                                       | 8 september 2002                         | Andorra - België                         | 0-1                                      | EK Kwalificatie 2004                     | -                                        |
| 2.                                       | 16 oktober 2002                          | Estland - België                         | 0-1                                      | EK Kwalificatie 2004                     | -                                        |
| 3.                                       | 12 februari 2003                         | Algerije - België                        | 1-3                                      | Vriendschappelijk                        | -                                        |
| 4.                                       | 29 maart 2003                            | Kroatië - België                         | 4-0                                      | EK Kwalificatie 2004                     | -                                        |
| 5.                                       | 30 april 2003                            | België - Polen                           | 3-1                                      | EK Kwalificatie 2004                     | 55'                                      |
| 6.                                       | 7 juni 2003                              | Bulgarije - België                       | 2-2                                      | EK Kwalificatie 2004                     | -                                        |
| 7.                                       | 11 juni 2003                             | België - Andorra                         | 3-0                                      | EK Kwalificatie 2004                     | -                                        |
| 8.                                       | 20 augustus 2003                         | België - Nederland                       | 1-1                                      | Vriendschappelijk                        | -                                        |
| 9.                                       | 10 september 2003                        | België - Kroatië                         | 2-2                                      | EK Kwalificatie 2004                     | -                                        |
| 10.                                      | 11 oktober 2003                          | België - Estland                         | 2-2                                      | EK Kwalificatie 2004                     | 60'                                      |
| 11.                                      | 18 februari 2004                         | België - Frankrijk                       | 1-1                                      | Vriendschappelijk                        | -                                        |
| 12.                                      | 31 maart 2004                            | Duitsland - België                       | 3-0                                      | Vriendschappelijk                        | -                                        |
| 13.                                      | 28 april 2004                            | België - Turkije                         | 2-3                                      | Vriendschappelijk                        | -                                        |
| 14.                                      | 29 mei 2004                              | Nederland - België                       | 0-1                                      | Vriendschappelijk                        | -                                        |
| 15.                                      | 29 mei 2004                              | Noorwegen - België                       | 2-2                                      | Vriendschappelijk                        | 25' 33'                                  |
| 16.                                      | 04 september 2004                        | België - Litouwen                        | 1-1                                      | WK Kwalificatie 2006                     |                                          |
| 17.                                      | 09 oktober 2004                          | Spanje - België                          | 2-0                                      | WK Kwalificatie 2006                     | -                                        |
| 18.                                      | 17 november 2004                         | België - Servië en Montenegro            | 0-2                                      | WK Kwalificatie 2006                     | -                                        |
| Als speler bij Glasgow Rangers           |                                          |                                          |                                          |                                          |                                          |
| 19.                                      | 09 februari 2005                         | Egypte - België                          | 4-0                                      | Vriendschappelijk                        | -                                        |
| 20.                                      | 26 maart 2005                            | België - Bosnië en Herzegovina           | 4-1                                      | WK Kwalificatie 2006                     | 77'                                      |
| 21.                                      | 30 maart 2005                            | San Marino - België                      | 1-2                                      | WK Kwalificatie 2006                     | -                                        |
| 22.                                      | 17 november 2005                         | Servië en Montenegro - België            | 0-0                                      | WK Kwalificatie 2006                     | -                                        |
| 23.                                      | 3 september 2005                         | Bosnië en Herzegovina - België           | 0-0                                      | WK Kwalificatie 2006                     | -                                        |
| 24.                                      | 07 september 2005                        | België - San Marino                      | 8-0                                      | EK Kwalificatie 2008                     | 44'                                      |
| 25.                                      | 08 oktober 2005                          | België - Spanje                          | 0-2                                      | EK Kwalificatie 2008                     | -                                        |
| 26.                                      | 11 mei 2006                              | België – Saoedi-Arabië                   | 1 – 2                                    | Vriendschappelijk                        | -                                        |
| 27.                                      | 20 mei 2006                              | Slowakije – België                       | 1 – 1                                    | Vriendschappelijk                        | -                                        |
| 28.                                      | 24 mei 2006                              | België – Turkije                         | 3 – 3                                    | Vriendschappelijk                        | -                                        |
| 29.                                      | 16 augustus 2006                         | België – Kazachstan                      | 0 – 0                                    | EK Kwalificatie 2008                     | -                                        |
| Als speler bij Cercle Brugge             |                                          |                                          |                                          |                                          |                                          |
| 30.                                      | 20 augustus 2008                         | Duitsland – België                       | 2 – 0                                    | Vriendschappelijk                        | -                                        |
| Als speler bij Racing Genk               |                                          |                                          |                                          |                                          |                                          |
| 31.                                      | 14 oktober 2009                          | Estland – België                         | 2 – 0                                    | WK Kwalificatie 2010                     | -                                        |
| 32.                                      | 14 november 2009                         | België – Hongarije                       | 3 – 0                                    | Vriendschappelijk                        | -                                        |
| 33.                                      | 3 maart 2010                             | België - Kroatië                         | 0 - 1                                    | Vriendschappelijk                        | -                                        |
| 34.                                      | 19 mei 2010                              | België - Bulgarije                       | 2 - 1                                    | Vriendschappelijk                        | -                                        |
| 35.                                      | 06 februari 2013                         | België - Slowakije                       | 2 - 1                                    | Vriendschappelijk                        | -                                        |
| Totaal                                   | Totaal                                   | Totaal                                   | Totaal                                   | Totaal                                   | 6                                        |

Bijgewerkt t/m 6 februari 2013

## Clubstatistieken
| Seizoen | Club            | Land               | Competitie              | Competitie | Competitie | Beker | Beker | Internationaal | Internationaal | Totaal | Totaal |
| Seizoen | Club            | Land               | Competitie              | Wed.       | Dlp.       | Wed.  | Dlp.  | Wed.           | Dlp.           | Wed.   | Dlp.   |
| ------- | --------------- | ------------------ | ----------------------- | ---------- | ---------- | ----- | ----- | -------------- | -------------- | ------ | ------ |
| 1999/00 | Feyenoord       | Vlag van Nederland | Eredivisie              | 0          | 0          | 0     | 0     | 0              | 0              | 0      | 0      |
| 2000/01 | → Excelsior     | Vlag van Nederland | Eerste divisie          | 31         | 12         | 0     | 0     | —              | —              | 31     | 12     |
| 2001/02 | → Excelsior     | Vlag van Nederland | Eerste divisie          | 32         | 15         | 0     | 0     | —              | —              | 32     | 15     |
| 2002/03 | Feyenoord       | Vlag van Nederland | Eredivisie              | 31         | 18         | 3     | 0     | 8              | 1              | 42     | 19     |
| 2003/04 | Feyenoord       | Vlag van Nederland | Eredivisie              | 34         | 14         | 1     | 0     | 4              | 2              | 39     | 16     |
| 2004/05 | Feyenoord       | Vlag van Nederland | Eredivisie              | 15         | 2          | 0     | 0     | 6              | 0              | 21     | 2      |
| 2004/05 | Glasgow Rangers | Vlag van Schotland | Scottish Premier League | 15         | 4          | 0     | 0     | 0              | 0              | 15     | 4      |
| 2005/06 | Glasgow Rangers | Vlag van Schotland | Scottish Premier League | 29         | 4          | 0     | 0     | 7              | 1              | 32     | 5      |
| 2006/07 | Glasgow Rangers | Vlag van Schotland | Scottish Premier League | 17         | 3          | 0     | 0     | 5              | 1              | 22     | 4      |
| 2007/08 | Glasgow Rangers | Vlag van Schotland | Scottish Premier League | 1          | 0          | 0     | 0     | 1              | 0              | 2      | 0      |
| 2008/09 | Cercle Brugge   | Vlag van België    | Jupiler Pro League      | 31         | 3          | 5     | 0     | —              | —              | 36     | 3      |
| 2009/10 | Cercle Brugge   | Vlag van België    | Jupiler Pro League      | 5          | 2          | 0     | 0     | —              | —              | 5      | 2      |
| 2009/10 | KRC Genk        | Vlag van België    | Jupiler Pro League      | 34         | 4          | 2     | 0     | 0              | 0              | 36     | 4      |
| 2010/11 | KRC Genk        | Vlag van België    | Jupiler Pro League      | 33         | 1          | 2     | 1     | 2              | 0              | 37     | 2      |
| 2011/12 | KRC Genk        | Vlag van België    | Jupiler Pro League      | 33         | 8          | 2     | 0     | 9              | 1              | 44     | 9      |
| 2012/13 | KRC Genk        | Vlag van België    | Jupiler Pro League      | 39         | 4          | 5     | 1     | 11             | 2              | 55     | 7      |
| 2013/14 | KRC Genk        | Vlag van België    | Jupiler Pro League      | 35         | 6          | 2     | 0     | 9              | 1              | 46     | 7      |
| 2014/15 | KRC Genk        | Vlag van België    | Jupiler Pro League      | 34         | 6          | 1     | 0     | —              | —              | 35     | 6      |
| 2015/16 | KRC Genk        | Vlag van België    | Jupiler Pro League      | 40         | 9          | 4     | 1     | —              | —              | 44     | 10     |
| 2016/17 | KRC Genk        | Vlag van België    | Jupiler Pro League      | 31         | 4          | 2     | 0     | 17             | 3              | 50     | 7      |
| 2017/18 | KRC Genk        | Vlag van België    | Jupiler Pro League      | 35         | 3          | 6     | 1     | —              | —              | 41     | 4      |
| 2018/19 | Zulte Waregem   | Vlag van België    | Jupiler Pro League      | 19         | 4          | 2     | 0     | —              | —              | 21     | 4      |
| Totaal  | Totaal          | Totaal             | Totaal                  | 570        | 125        | 34    | 4     | 74             | 12             | 678    | 148    |

## Palmares
| Competitie         |                 |                 |                 |                 |
| Competitie         | Aantal          | Jaren           |                 |                 |
| Glasgow Rangers    | Glasgow Rangers | Glasgow Rangers | Glasgow Rangers | Glasgow Rangers |
| ------------------ | --------------- | --------------- | --------------- | --------------- |
| Schots kampioen    | 1x              | 2005            |                 |                 |
| KRC Genk           |                 |                 |                 |                 |
| Belgisch kampioen  | 1x              | 2011            |                 |                 |
| Belgische Supercup | 1x              | 2011            |                 |                 |
| Beker van België   | 1x              | 2013            |                 |                 |

## Trainerscarrière
In september 2019 begon Buffel aan zijn eerste trainersopdracht: hij werd assistent-bondscoach van de Belgische U19. Hij werd er de opvolger van Tim Smolders. Toen Jacky Mathijssen in februari 2020 de overstap maakte van de U19 naar de Belgische U21, volgde Buffel hem. Van 3 februari tot 5 oktober 2021 was hij daarnaast ook assistent van Yves Vanderhaeghe bij Cercle Brugge. Verder in 2021 startte Buffel met de Pro License-cursus.
Op 18 juni 2024 maakte zijn ex-club KRC Genk bekend dat Buffel de nieuwe coach wordt van Jong Genk. Dit zijn de beloften van Genk die actief zijn in de Challenger Pro League, het op één na hoogste niveau in België.